# Poole
Poole é uma grande cidade costeira e portuária, no condado de Dorset, no litoral sul da Inglaterra. A cidade está situada a 32 km (20 milhas) a leste de Dorchester (Dorset), é adjacente no seu lado leste a Bournemouth.
A cidade tinha uma população de 138.288 de acordo com o censo de 2001, tornando-a o segundo maior assentamento em Dorset. Juntamente com Bournemouth e Christchurch (Dorset), a cidade constitui o Condado do South East Dorset com uma população total de mais de 400.000.
Ocupação humana na área remonta a antes da Idade do Ferro. O primeiro uso registrado do nome da cidade foi no século XII quando a cidade começou a emergir como um importante porto, prosperando com a introdução do comércio de lã.
Em séculos mais tarde a cidade teve ligações comerciais importantes com a América do Norte e no seu auge, no século XVIII, foi um dos portos mais movimentados na Grã-Bretanha. Durante a Segunda Guerra Mundial a cidade foi um dos principais pontos de partida para os desembarques do Dia D na invasão da Normandia.
Poole é um cidade turistica, atraindo visitantes devido a sua  história, centro de artes e praias limpas. A cidade tem um movimentado porto comercial com serviços de passageiros para a travessia do Canal da Mancha. A cidade é sede do Royal National Lifeboat Institution (RNLI), e os Royal Marines têm uma base no porto da cidade.

## Notas

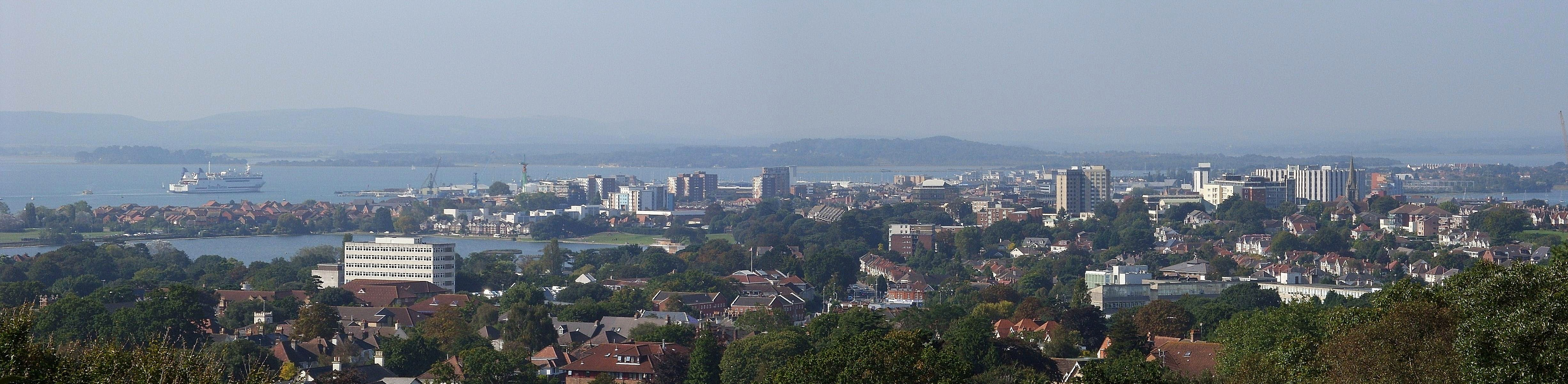
A panorama da cidade de Poole vista de Parkstone